# Rumilly (Pas-de-Calais)
Pour les articles homonymes, voir Rumilly.
Rumilly est une commune française située dans le département du Pas-de-Calais en région Hauts-de-France. Ses habitants sont appelés les Rumillyacois. La commune est membre de la communauté de communes du Haut Pays du Montreuillois.

## Géographie

### Localisation
Localisée dans le centre du département du Pas-de-Calais, Rumilly est une commune rurale de la vallée de l'Aa située, à vol d'oiseau, à 11 km au nord-ouest de la commune de Fruges et à 21 km au nord-est de la commune de Montreuil-sur-Mer (chef-lieu d'arrondissement).
Le territoire de la commune est limitrophe de ceux de cinq communes.
Les communes limitrophes sont Thiembronne, Aix-en-Ergny, Herly, Renty et Verchocq.

### Géologie et relief
La superficie de la commune est de 7,04 km2 ; son altitude varie de 92  à   173 m.

### Hydrographie
La commune, située dans le bassin Artois-Picardie, est, selon le Service d'administration nationale des données et référentiels sur l'eau (Sandre), drainée par trois cours d'eau :
- le fleuve l'Aa, d'une longueur de 55,55 km, qui prend sa source dans la commune de Bourthes et se jette dans le canal de Neufossé au niveau de la commune de Saint-Omer[4] ;
- le Houvoy, d'une longueur de 2,52 km qui prend sa source dans la commune de Verchocq et se jette dans l'Aa au niveau de la commune[5] ;

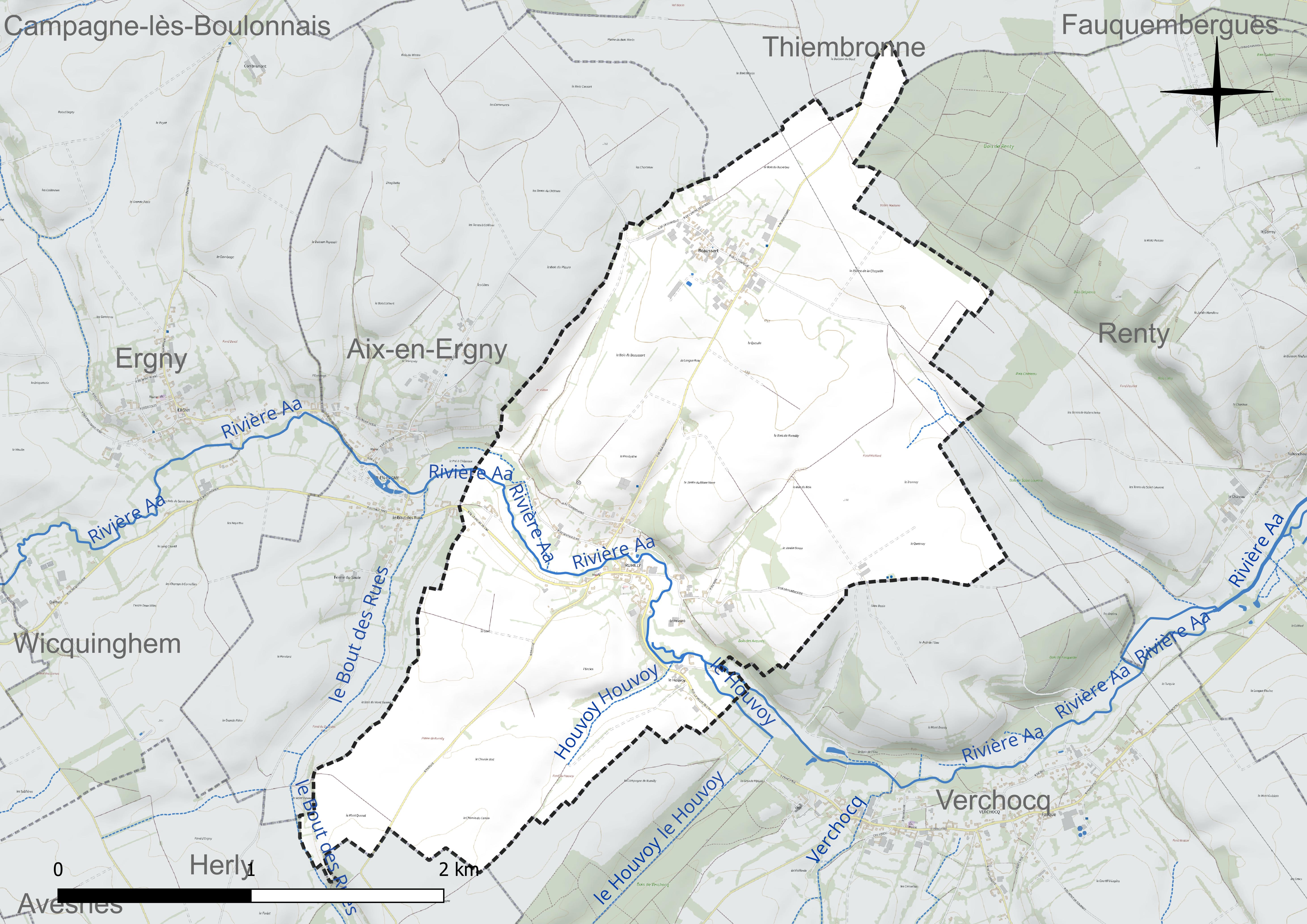
Réseau hydrographique de Rumilly.

- le houvoy, d'une longueur de 0,93 km qui prend sa source dans la commune et se jette dans l'Aa au niveau de la commune[6].

### Climat
Pour des articles plus généraux, voir Climat des Hauts-de-France et Climat du Nord-Pas-de-Calais.
En 2010, le climat de la commune est de type climat océanique altéré, selon une étude du CNRS s'appuyant sur une série de données couvrant la période 1971-2000. En 2020, Météo-France publie une typologie des climats de la France métropolitaine dans laquelle la commune est exposée à un climat océanique et est dans la région climatique Côtes de la Manche orientale, caractérisée par un faible ensoleillement (1 550 h/an) ; forte humidité de l’air (plus de 20 h/jour avec humidité relative > 80 % en hiver), vents forts fréquents.
Pour la période 1971-2000, la température annuelle moyenne est de 10,1 °C, avec une amplitude thermique annuelle de 13,6 °C. Le cumul annuel moyen de précipitations est de 933 mm, avec 13,3 jours de précipitations en janvier et 8,7 jours en juillet. Pour la période 1991-2020, la température moyenne annuelle observée sur la station météorologique la plus proche, située sur la commune de Radinghem à 8 km à vol d'oiseau, est de 10,5 °C et le cumul annuel moyen de précipitations est de 1 038,1 mm,. Pour l'avenir, les paramètres climatiques de la commune estimés pour 2050 selon différents scénarios d'émission de gaz à effet de serre sont consultables sur un site dédié publié par Météo-France en novembre 2022.

### Paysages
Pour un article plus général, voir Paysage en France.
La commune s'inscrit dans les « paysages des hauts plateaux artésiens » tels qu’ils sont définis dans l’atlas de paysages de la région Nord-Pas-de-Calais, conçu par la direction régionale de l'Environnement, de l'Aménagement et du Logement (DREAL),.
Ces paysages, qui concernent 77 communes du Pas-de-Calais, se situent à l'extrémité ouest des collines de l'Artois qui traversent le Pas-de-Calais d'Arras au Boulonnais. L'altitude de ces paysages dépassent les 180 mètres. Ces dimensions sont modestes, d'une quinzaine de kilomètres du sud-est au nord-ouest et d'une vingtaine de kilomètres dans sa dimension la plus grande.
Ces « paysages des hauts plateaux artésiens », appelés aussi « Haut Artois », se caractérisent par trois ensembles écopaysagers : 
- l'ensemble mésophile ouvert du plateau artésien calcaire ;
- l'ensemble alluvial des fonds de vallée de la Lys et de l'Aa ;
- l'ensemble calcicole des versants calcaires des vallées[14].

Le « Haut Artois » dispose d'une importante densité de corridors biologiques bien interconnectés.
Dans le « Haut Artois », pas de villes, c'est une des rares terres rurales de la région, les communes les plus importantes sont, du nord au sud, Lumbres, Fauquembergues et Fruges. Le « Haut Artois », drainé par l'Aa et la Lys, constitue le sommet de l'anticlinal artésien, paysage ventée, froid et aux précipitations importantes qui en font le château d'eau régional.
Leș cultures représentent environ 60 % des sols, les prairies entre 26 et 27 %, les bois de 5 à 8 % et les villages et bourgs de 5 à 8 %, l'industrie y est peu présente.

### Milieux naturels et biodiversité

#### Zones naturelles d'intérêt écologique, faunistique et floristique
L’inventaire des zones naturelles d'intérêt écologique, faunistique et floristique (ZNIEFF) a pour objectif de réaliser une couverture des zones les plus intéressantes sur le plan écologique, essentiellement dans la perspective d’améliorer la connaissance du patrimoine naturel national et de fournir aux différents décideurs un outil d’aide à la prise en compte de l’environnement dans l’aménagement du territoire.
Le territoire communal comprend une ZNIEFF de type 1 : La haute Aa et ses végétations alluviales entre Remilly-Wirquin et Wicquinghem, d’une superficie de 564 ha et d'une altitude variant de 40  à   118 mètres.
et  une ZNIEFF de type 2 : la haute vallée de l’Aa et ses versants en amont de Remilly-Wirquin. La haute vallée de l’Aa se rattache à l’entité paysagère des hauts plateaux artésiens, elle intègre la source de ce fleuve côtier situé à Bourthes et les premiers kilomètres de ce cours d’eau qui trace un sillon profond dans les collines de l'Artois.

Carte des ZNIEFF de type 1 et 2 sur la commune
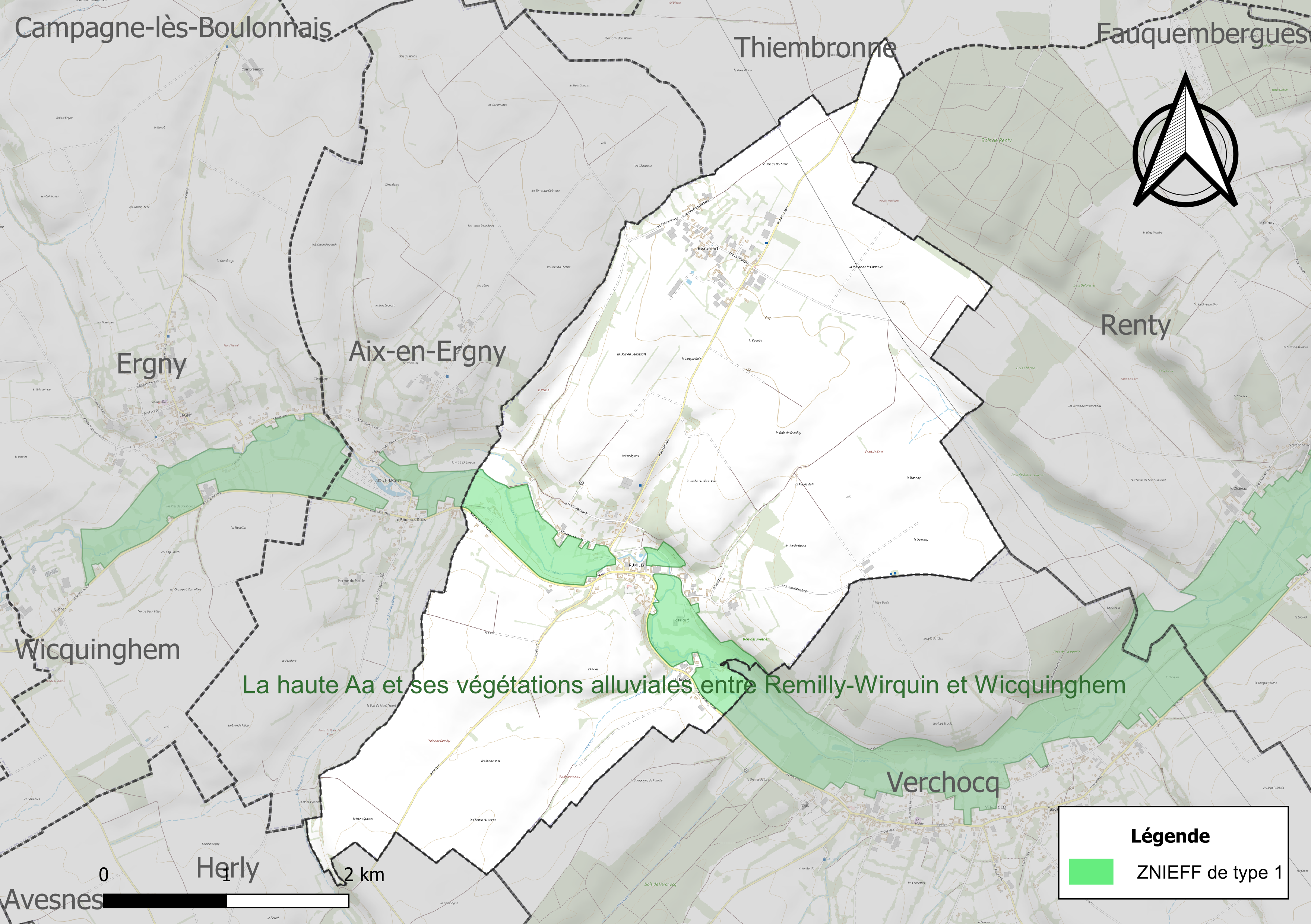
Carte de la ZNIEFF de type 1 sur la commune.
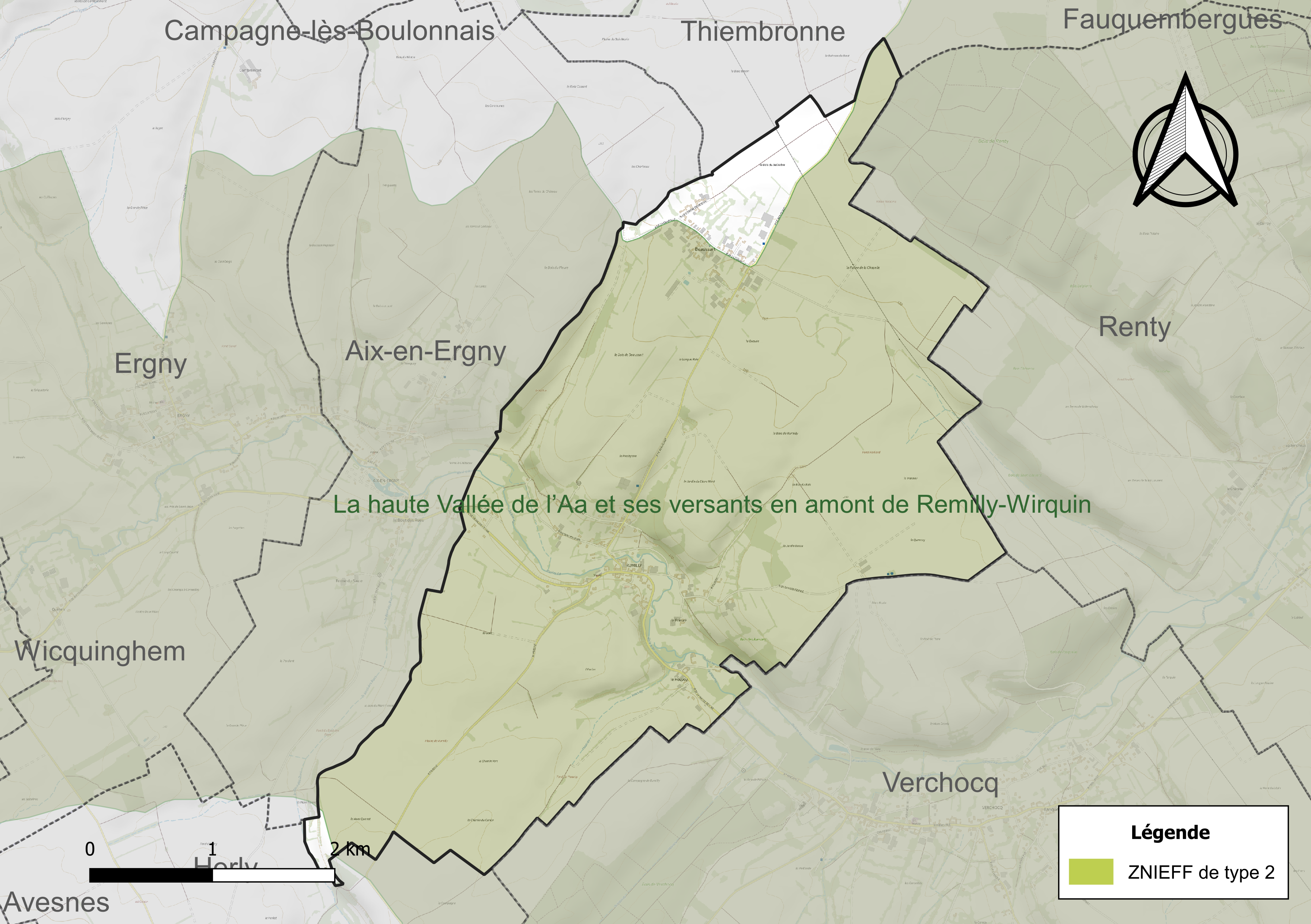
Carte de la ZNIEFF de type 2 sur la commune.

#### Espèces faunistiques et floristiques
L’Inventaire national du patrimoine naturel (INPN) recense plusieurs espèces faunistiques et floristiques sur le territoire de la commune dont certaines sont protégées et d’autres menacées et quasi-menacées.

## Urbanisme

### Typologie
Au 1er janvier 2024, Rumilly est catégorisée commune rurale à habitat dispersé, selon la nouvelle grille communale de densité à sept niveaux définie par l'Insee en 2022.
Elle est située hors unité urbaine et hors attraction des villes,.

### Occupation des sols
L'occupation des sols de la commune, telle qu'elle ressort de la base de données européenne d’occupation biophysique des sols Corine Land Cover (CLC), est marquée par l'importance des territoires agricoles (96,3 % en 2018), une proportion identique à celle de 1990 (96,3 %). La répartition détaillée en 2018 est la suivante : 
terres arables (60,9 %), prairies (35,4 %), zones urbanisées (3,6 %), forêts (0,1 %). L'évolution de l’occupation des sols de la commune et de ses infrastructures peut être observée sur les différentes représentations cartographiques du territoire : la carte de Cassini (XVIIIe siècle), la carte d'état-major (1820-1866) et les cartes ou photos aériennes de l'IGN pour la période actuelle (1950 à aujourd'hui).

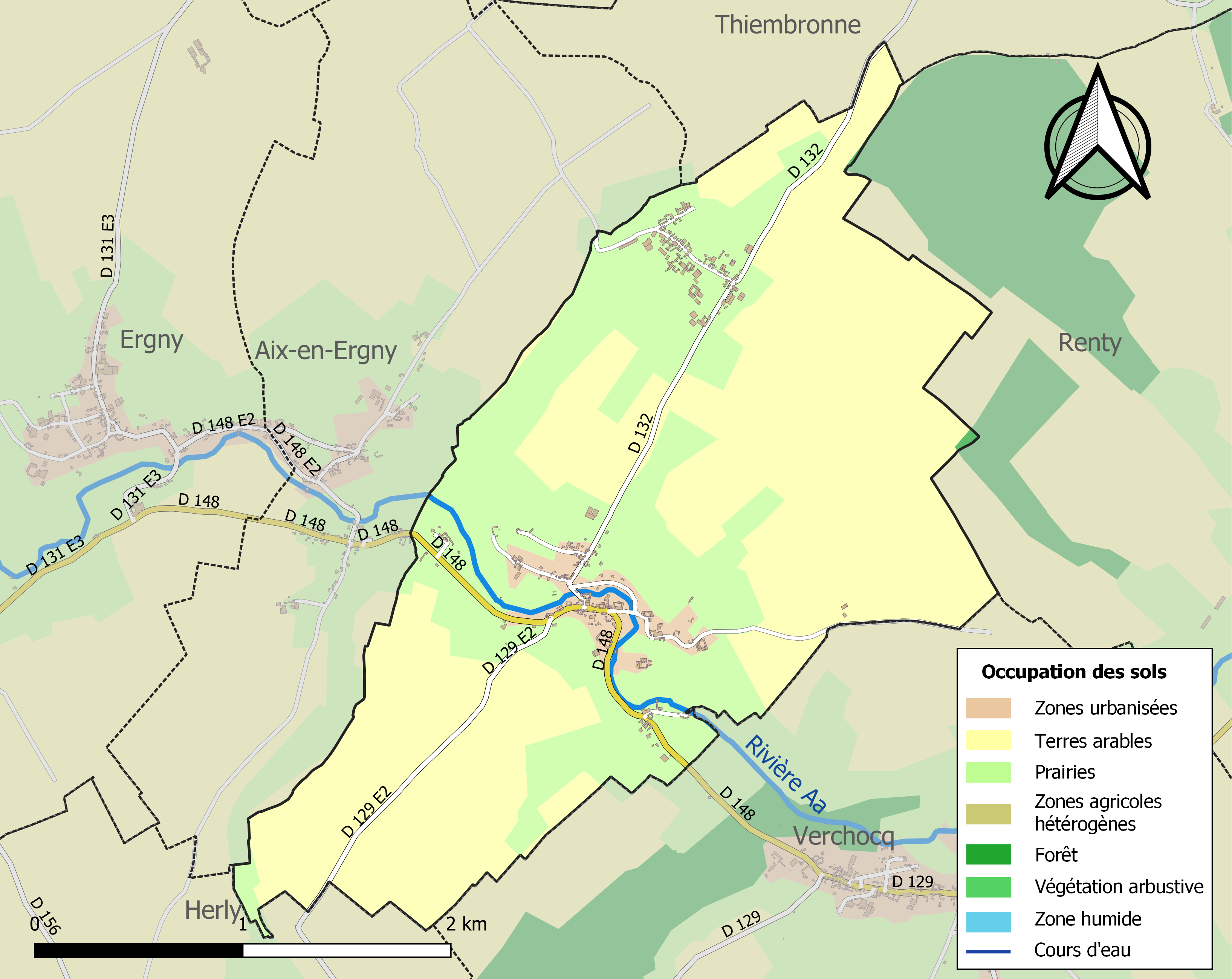
Carte des infrastructures et de l'occupation des sols de la commune en 2018 (CLC).

### Voies de communication et transports

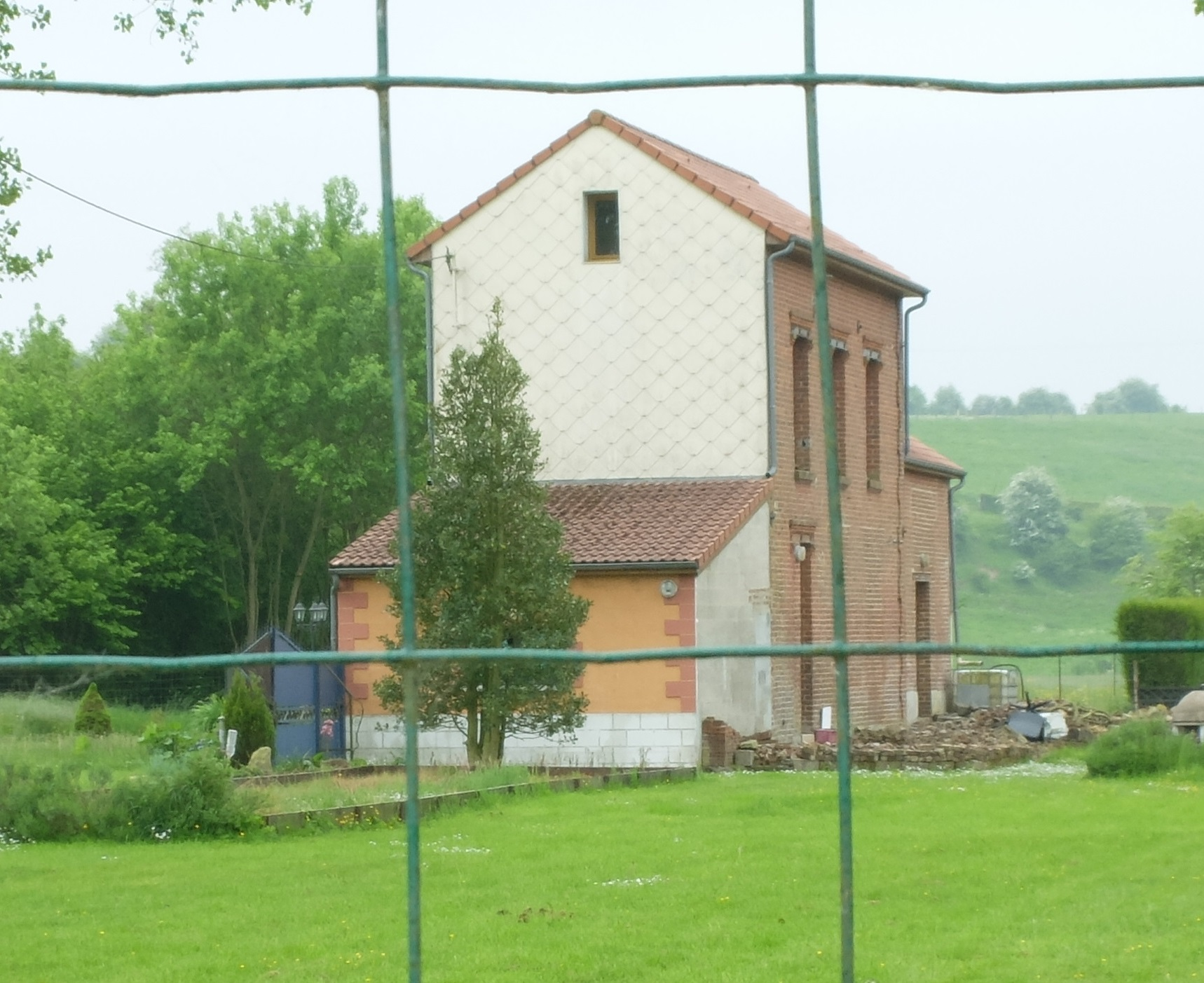
L'ancienne gare.

#### Transport ferroviaire
La commune était située sur la ligne de chemin de fer Aire-sur-la-Lys - Berck-Plage, une ancienne ligne de chemin de fer qui reliait dans le département du Pas de Calais, entre 1893 et 1955, Aire-sur-la-Lys à Berck.

## Toponymie
Le nom de la localité est attesté sous les formes Rimelliacum en 1134 ; Rumiliacus, Monasterium beati Petri de Rumiliaco en 1182 ; Rumelli en 1207 ; Rumilliacum en 1307 ; Rumeilly en 1311 ; Rumilli en 1318 ; Rumellyacum en 1345 ; Romilli, Rumilly-le-conte soubz Cluigny au XIVe siècle ; Rumeilly en 1477 ; Rumiliacum Comitis vers 1512 ; Rumylly-le-Conte en 1545 ; Remilly-le-Comte de Beaussan en 1720 ; Romiliacum Comitis au XVIIIe siècle ; Rumilly-Beaussart en 1793 ; Rumilly en 1793 et depuis 1801.
Le nom vient de l'anthroponyme romain Romilius, suivi du suffixe gallo-roman -i-acum, « domaine (de) ».
Durant la Révolution française, la commune, alors nommée Rumilly le Comte, prend le nom de Rumilly-Beaussart,.

## Histoire
Croisé en terre sainte, frère de Baudoin de Jérusalem et de Godefroy de Bouillon, gendre du Roi d’Écosse Malcolm III, descendant des contes Flandre et de Hainaut et fils du conquérant de l’Angleterre Eustache II, Eustache III de Boulogne abdiqua en 1125, pour se faire moine à Rumilly, dépendance du prieuré Saint-Pierre.[réf. nécessaire]
D'après l'historien français Auguste de Loisne : « Rumilly, en 1789, faisait partie de la sénéchaussée de Boulogne et suivait la coutume de Boulonnais. Son église, d'abord diocèse de Thérouanne, puis de Boulogne, doyenné de Fauquembergues, était consacrée à la Vierge et avait Avesnes pour secours ; le prieur d’Herly présentait à la cure. Ancien prieuré de l’abbaye de Cluny, fondé par Eustache III, comte de Boulogne, sous le vocable de Saint-Pierre. »

## Politique et administration

### Découpage territorial
La commune se trouve dans l'arrondissement de Montreuil du département du Pas-de-Calais.

#### Commune et intercommunalités
La commune est membre de la communauté de communes du Haut Pays du Montreuillois qui regroupe 49 communes et totalise 15 703 habitants en 2021.

#### Circonscriptions administratives
La commune est rattachée au canton de Lumbres.

#### Circonscriptions électorales
Pour l'élection des députés, la commune fait partie de la quatrième circonscription du Pas-de-Calais.

### Élections municipales et communautaires

#### Liste des maires
| Période                                  | Période                    | Identité           | Étiquette | Qualité                             |
| ---------------------------------------- | -------------------------- | ------------------ | --------- | ----------------------------------- |
| Les données manquantes sont à compléter. |                            |                    |           |                                     |
| mars 2001                                | mars 2014                  | Ghislain Derollez  |           |                                     |
| avril 2014,                              | mai 2020                   | Jean-Marie Talleux |           |                                     |
| mai 2020                                 | En cours (au 4 avril 2022) | Patrick Lavogez    |           | Employé administratif d'entreprise, |

## Population et société

### Démographie
Les habitants sont appelés les Rumillyacois.

#### Évolution démographique
L'évolution du nombre d'habitants est connue à travers les recensements de la population effectués dans la commune depuis 1793. Pour les communes de moins de 10 000 habitants, une enquête de recensement portant sur toute la population est réalisée tous les cinq ans, les populations de référence des années intermédiaires étant quant à elles estimées par interpolation ou extrapolation. Pour la commune, le premier recensement exhaustif entrant dans le cadre du nouveau dispositif a été réalisé en 2006.

En 2022, la commune comptait 239 habitants, en évolution de −3,63 % par rapport à 2016 (Pas-de-Calais : −0,72 %, France hors Mayotte : +2,11 %).
| 1793 | 1800 | 1806 | 1821 | 1831 | 1836 | 1841 | 1846 | 1851 |
| ---- | ---- | ---- | ---- | ---- | ---- | ---- | ---- | ---- |
| 555  | 587  | 624  | 589  | 616  | 621  | 591  | 570  | 556  |

| 1856 | 1861 | 1866 | 1872 | 1876 | 1881 | 1886 | 1891 | 1896 |
| ---- | ---- | ---- | ---- | ---- | ---- | ---- | ---- | ---- |
| 526  | 508  | 476  | 414  | 434  | 416  | 382  | 358  | 400  |

| 1901 | 1906 | 1911 | 1921 | 1926 | 1931 | 1936 | 1946 | 1954 |
| ---- | ---- | ---- | ---- | ---- | ---- | ---- | ---- | ---- |
| 427  | 419  | 376  | 331  | 314  | 319  | 339  | 381  | 375  |

| 1962 | 1968 | 1975 | 1982 | 1990 | 1999 | 2006 | 2011 | 2016 |
| ---- | ---- | ---- | ---- | ---- | ---- | ---- | ---- | ---- |
| 334  | 321  | 292  | 287  | 260  | 255  | 254  | 251  | 248  |

| 2021 | 2022 | - | - | - | - | - | - | - |
| ---- | ---- | - | - | - | - | - | - | - |
| 243  | 239  | - | - | - | - | - | - | - |

#### Pyramide des âges
En 2018, le taux de personnes d'un âge inférieur à 30 ans s'élève à 34,8 %, soit en dessous de la moyenne départementale (36,7 %). À l'inverse, le taux de personnes d'âge supérieur à 60 ans est de 28,0 % la même année, alors qu'il est de 24,9 % au niveau départemental.
En 2018, la commune comptait 125 hommes pour 129 femmes, soit un taux de 50,79 % de femmes, légèrement inférieur au taux départemental (51,50 %).
Les pyramides des âges de la commune et du département s'établissent comme suit.
| Hommes | Classe d’âge | Femmes |
| ------ | ------------ | ------ |
| 0,8    | 90 ou +      | 0,0    |
| 12,2   | 75-89 ans    | 12,6   |
| 15,5   | 60-74 ans    | 15,0   |
| 23,7   | 45-59 ans    | 17,4   |
| 14,8   | 30-44 ans    | 18,3   |
| 14,0   | 15-29 ans    | 11,1   |
| 19,0   | 0-14 ans     | 25,5   |

| Hommes | Classe d’âge | Femmes |
| ------ | ------------ | ------ |
| 0,5    | 90 ou +      | 1,6    |
| 5,6    | 75-89 ans    | 8,9    |
| 16,7   | 60-74 ans    | 18,1   |
| 20,2   | 45-59 ans    | 19,2   |
| 18,9   | 30-44 ans    | 18,1   |
| 18,2   | 15-29 ans    | 16,2   |
| 19,9   | 0-14 ans     | 17,9   |

### Manifestations culturelles et festivités
L'association AVENIR propose différentes animations, dont un club théâtre.

## Culture locale et patrimoine

### Lieux et monuments
- L'église Notre-Dame-de-l'Assomption.

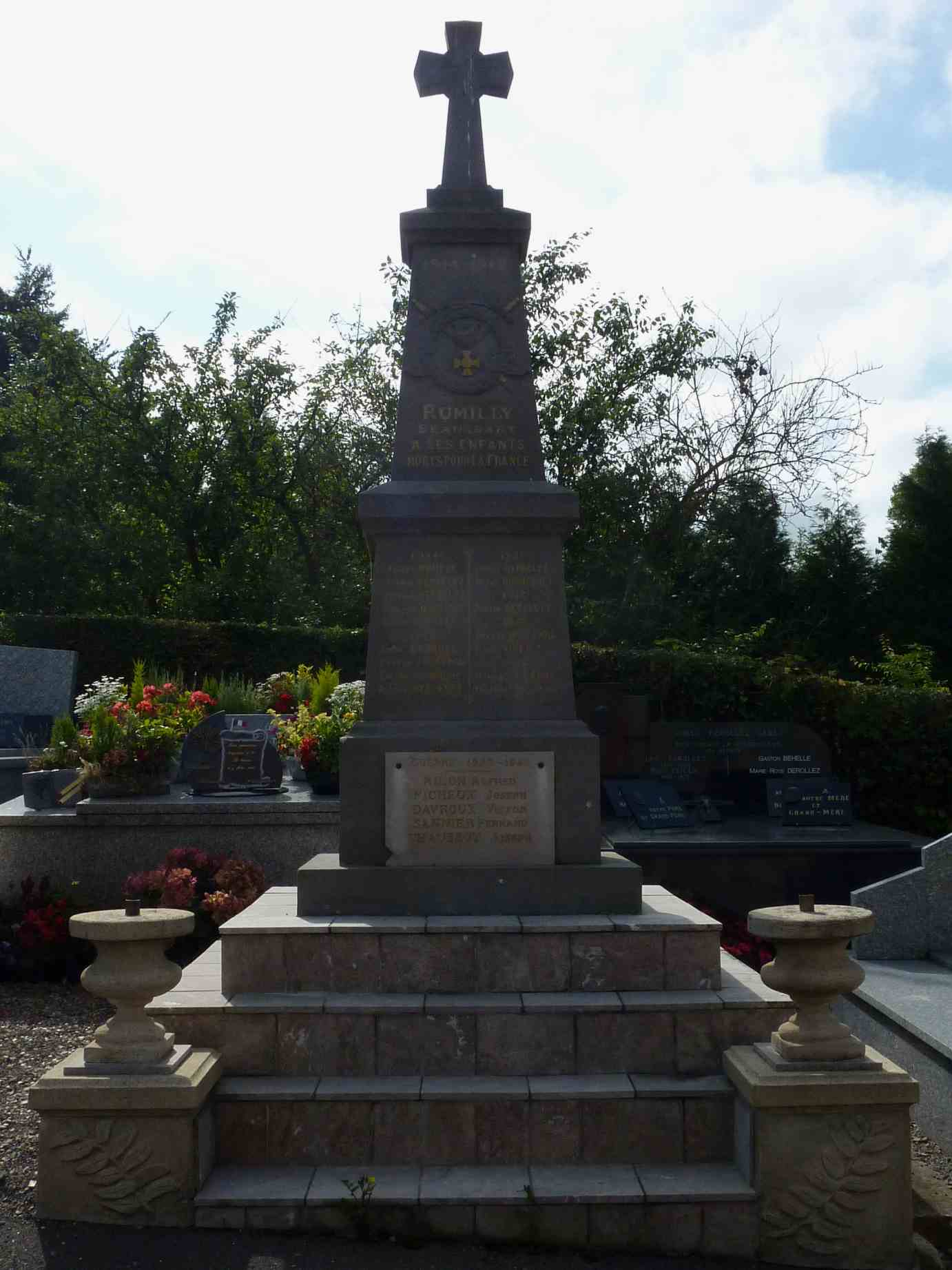
Le monument aux morts.

- Le monument aux morts, surmonté d'une croix latine[35].

### Héraldique
| Blason de Rumilly | Blason  | Écartelé : aux 1er et 4e de gueules à trois tours d'or, aux 2e et 3e d'argent à trois fleurs de lys au pied nourri de gueules.    |
| Blason de Rumilly | Détails | Armes de la famille D'Equincourt, qui donna les seigneurs du lieu au XVe siècle. Le statut officiel du blason reste à déterminer. |

## Pour approfondir

#### Bases de données, dictionnaires et encyclopédies
- Ressources relatives à la géographie :   - Insee (communes)
  - Ldh/EHESS/Cassini
- Ressource relative à plusieurs domaines :   - Annuaire du service public français
- Notices d'autorité :   - VIAF
  - BnF (données)
  - IdRef